# 광신방송예술고등학교
광신방송예술고등학교(光新放送藝術高等學校)는 대한민국 서울특별시 관악구 신림동에 있는 고등학교이다.

## 학교 연혁
- 1905년 11월 : 이갑, 유동렬, 박은식 등 서우사범학교 설립
- 1907년 1월 : 이종호, 김주병, 이준 등 한북의숙 설립
- 1908년 11월 : 서우사범학교와 한북의숙을 통합, 서북협성학교로 개칭, 경성부 낙원동 28번지 신축 개교, 초대 교장 이종호 선생 취임
- 1940년 7월 : 교명을 광신상업학교로 변경
- 1943년 4월 : 낙원동 구교사로부터 회기동 신교사로 이전
- 1948년 4월 : 재단법인 흥한재단이 학교 경영 인수
- 1950년 8월 : 학제변경에 따라 광신상업고등학교와 광신중학교로 개편
- 1957년 12월 : 유재기념관(강당) 신축
- 1985년 9월 : 박병석 선생 재단 이사장에 취임
- 1987년 2월 : 신림동 신축교사로 이전
- 1989년 9월 : 유재기념관(강당 겸 체육관) 준공
- 1998년 3월 : 교명을 '광신정보산업고등학교' 로 개칭
- 1999년 3월 : 신입생 남녀공학으로 모집
- 2003년 8월 : 디지털 도서관 개관
- 2011년 3월 : 장덕영 선생 교장으로 취임
- 2015년 6월 : 교육청지정 특성화고 선정(스마트경영 분야), 학과변경 스마트경영과(3학급), 스마트홍보마케팅과(3학급)
- 2018년 3월 : 스마트교실 18학급 구축 및 스마트칠판 설치
- 2019년 6월 : 학과변경 미디어메이크업아티스트과(1학급), 연예엔터테인먼트과(1학급), 방송영상과(2학급), 만화영상과(2학급) 인가
- 2020년 3월 : 광신방송예술고등학교 교명 변경

## 설치 학과
- 만화영상과
- 방송영상과
- 연예엔터테인먼트과
- 미디어메이크업아티스트과

## 참고 문헌
- 광신방송예술고등학교 - 한국교육학술정보원 학교알리미

## 같이 보기
- 광신상업고등학교 축구단
- 협성실업학교 육상단
- 협성학교 줄다리기단